# Підводні човни проєкту 971 «Щука-Б»
| Підводні човни проєкту 971 «Щука-Б» | Підводні човни проєкту 971 «Щука-Б»                                                                             | Підводні човни проєкту 971 «Щука-Б»                                                                             |
| --- | --- | --- |
| Подводные лодки проекта 971 «Щука-Б» | | |
| | | |
| К-322 «Кашалот», жовтень 1993 | | |
| Сучасний статус | в експлуатації                                                                                                  | в експлуатації                                                                                                  |
| Проєкт | | |
| Тип ПЧ | Підводний човен з крилатими ракетами                                                                            | Підводний човен з крилатими ракетами                                                                            |
| Розробник проєкту | СПМБМ «Малахит»                                                                                                 | СПМБМ «Малахит»                                                                                                 |
| Головний конструктор | Г. М. Чернишов Ю. І. Фарафонтов                                                                                 | Г. М. Чернишов Ю. І. Фарафонтов                                                                                 |
| Класифікація НАТО | «Akula» | «Akula» |
| Вартість | 785 млн $ (2007)                                                                                                | 785 млн $ (2007)                                                                                                |
| Основні характеристики | | |
| Швидкість (надводна) | 11,6 вузли | 11,6 вузли |
| Швидкість (підводна) | 33 вузли | 33 вузли |
| Робоча глибина занурення | 520 м | 520 м |
| Гранична глибина занурення | 600 м | 600 м |
| Автономність плавання | 100 діб | 100 діб |
| Екіпаж | 73 особи (в т. ч. 31 офіцер)                                                                                    | 73 особи (в т. ч. 31 офіцер)                                                                                    |
| Розміри | | |
| Довжина найбільша (по КВЛ) | 110,3 м (113,3) м                                                                                               | 110,3 м (113,3) м                                                                                               |
| Ширина корпусу найб. | 13,6 м | 13,6 м |
| Середня осадка (по КВЛ) | 9,6 м | 9,6 м |
| Водотоннажність надводна | 8140 т (8470) т                                                                                                 | 8140 т (8470) т                                                                                                 |
| Силова установка | | |
| Атомна. 1 реактор типу ОК-650М (190 МВт) на теплових нейтронах, два допоміжні електродвигуни по 410 к. с., тільки на 972МТ два дизель-генератора ДГ-300 по 750 к. с. 1 аварійний ед, що працює від АБ | | |
| Озброєння | | |
| Торпедно- мінне озброєння | 4 × 650 мм ТА (12 торпед) 4 × 533 мм ТА (28 торпед)                                                             | 4 × 650 мм ТА (12 торпед) 4 × 533 мм ТА (28 торпед)                                                             |
| Ракетне озброєння | РК Калібр для 533 мм ТА (раніше C-10 «Гранат»), замість частини торпед, підводні ракети іи ракето-торпеди, міни | РК Калібр для 533 мм ТА (раніше C-10 «Гранат»), замість частини торпед, підводні ракети іи ракето-торпеди, міни |
| ППО | ПЗРК «Стріла-3М», «Верба», 3 пускових контейнера, 18 ракет                                                      | ПЗРК «Стріла-3М», «Верба», 3 пускових контейнера, 18 ракет                                                      |
| Зображення на Вікісховищі | | |

Підводні човни проєкту 971 «Щу́ка-Б» (позначення НАТО — «Akula») — серія радянських багатоцільових атомних підводних човнів третього покоління, спроєктованих по тому ж технічному завданню, що і титанові човни проєкту 945 «Барракуда», але із сталевим корпусом. Добудовані у 1983–2004 роках «Щуки-Б» стали основним типом багатоцільових атомних субмарин у російському флоті, прийшовши на зміну застарілим човнам проєкту 671РТМК «Щука». 5 ПЧ проєкту 971 «Щука-Б» К-? «Ірбіс», К-337 «Кугуар», К-333 «Рись» та ще два без номера не добудовувалися. На основі К-337 «Кугуар» і К-333 «Рись» були побудовані К-550 «Олександр Невський» і К-535 «Юрій Долгорукій» ПЧАРБ човни проєкту 955 «Борей» відповідно.
З 2004 року відбувається заміна наступним поколінням атомних підводних човнів проєкту 885 «Ясень».

## Представники
| Назва           | Корабельня                         | Заводський номер | Закладений        | Спущений на воду | Прийнятий флотом  | Виведений з флоту                                            |
| --------------- | ---------------------------------- | ---------------- | ----------------- | ---------------- | ----------------- | ------------------------------------------------------------ |
| К-284 «Акула»   | завод № 199, Комсомольськ-на-Амурі | 501              | 11 листопада 1983 | 22 липня 1984    | 30 грудня 1984    | 1994                                                         |
| К-263 «Барнаул» | завод № 199, Комсомольськ-на-Амурі | 502              | 9 травня 1985     | 28 травня 1986   | 30 грудня 1987    | 2013                                                         |
| К-322 «Кашалот» | завод № 199, Комсомольськ-на-Амурі | 513              | 5 вересня 1986    | 18 липня 1987    | 30 грудня 1988    | 2019                                                         |
| К-391 «Братськ» | завод № 199, Комсомольськ-на-Амурі | 514              | 23 лютого 1988    | 14 квітня 1989   | 29 грудня 1989    | у строю                                                      |
| К-331 «Магадан» | завод № 199, Комсомольськ-на-Амурі | 515              | 28 грудня 1989    | 23 червня 1990   | 31 грудня 1990    | у строю                                                      |
| К-419 «Кузбас»  | завод № 199, Комсомольськ-на-Амурі | 516              | 28 липня 1991     | 18 травня 1992   | 31 грудня 1992    | у строю                                                      |
| К-295 «Самара»  | завод № 199, Комсомольськ-на-Амурі | 517              | 7 листопада 1993  | 15 серпня 1994   | 17 липня 1995     | у строю                                                      |
| К-152 «Нерпа»   | завод № 199, Комсомольськ-на-Амурі | 517              | 1993              | 24 червня 2006   | 28 грудня 2009    | повернутий з Індійських ВМС після 9 років лізингу. У ремонті |
| К-480 «Ак Барс» | завод № 402, Сєверодвінськ         | 821              | 22 лютого 1985    | 16 квітня 1988   | 29 грудня 1989    | 1 жовтня 2002                                                |
| К-317 «Пантера» | завод № 402, Сєверодвінськ         | 822              | 6 листопада 1986  | 21 травня 1990   | 27 грудня 1990    | у строю                                                      |
| К-461 «Волк»    | завод № 402, Сєверодвінськ         | 831              | 14 листопада 1987 | 11 червня 1991   | 29 грудня 1991    | у строю                                                      |
| К-328 «Леопард» | завод № 402, Сєверодвінськ         | 832              | 26 жовтня 1988    | 28 червня 1992   | 30 грудня 1992    | у строю                                                      |
| К-154 «Тигр»    | завод № 402, Сєверодвінськ         | 833              | 10 вересня 1989   | 26 червня 1993   | 29 грудня 1993    | у строю                                                      |
| К-157 «Вепр»    | завод № 402, Сєверодвінськ         | 834              | 13 липня 1990     | 10 грудня 1994   | 25 листопада 1995 | у строю                                                      |
| К-335 «Гепард»  | завод № 402, Сєверодвінськ         | 835              | 23 вересня 1991   | 17 вересня 1999  | 3 грудня 2001     | у строю                                                      |